# 十村駅
十村駅（とむらえき）は、福井県三方上中郡若狭町井崎にある、西日本旅客鉄道（JR西日本）小浜線の駅である。
北隣の藤井駅とは駅間距離が2.0 kmしか離れておらず、小浜線内ではもっとも短い。

## 歴史

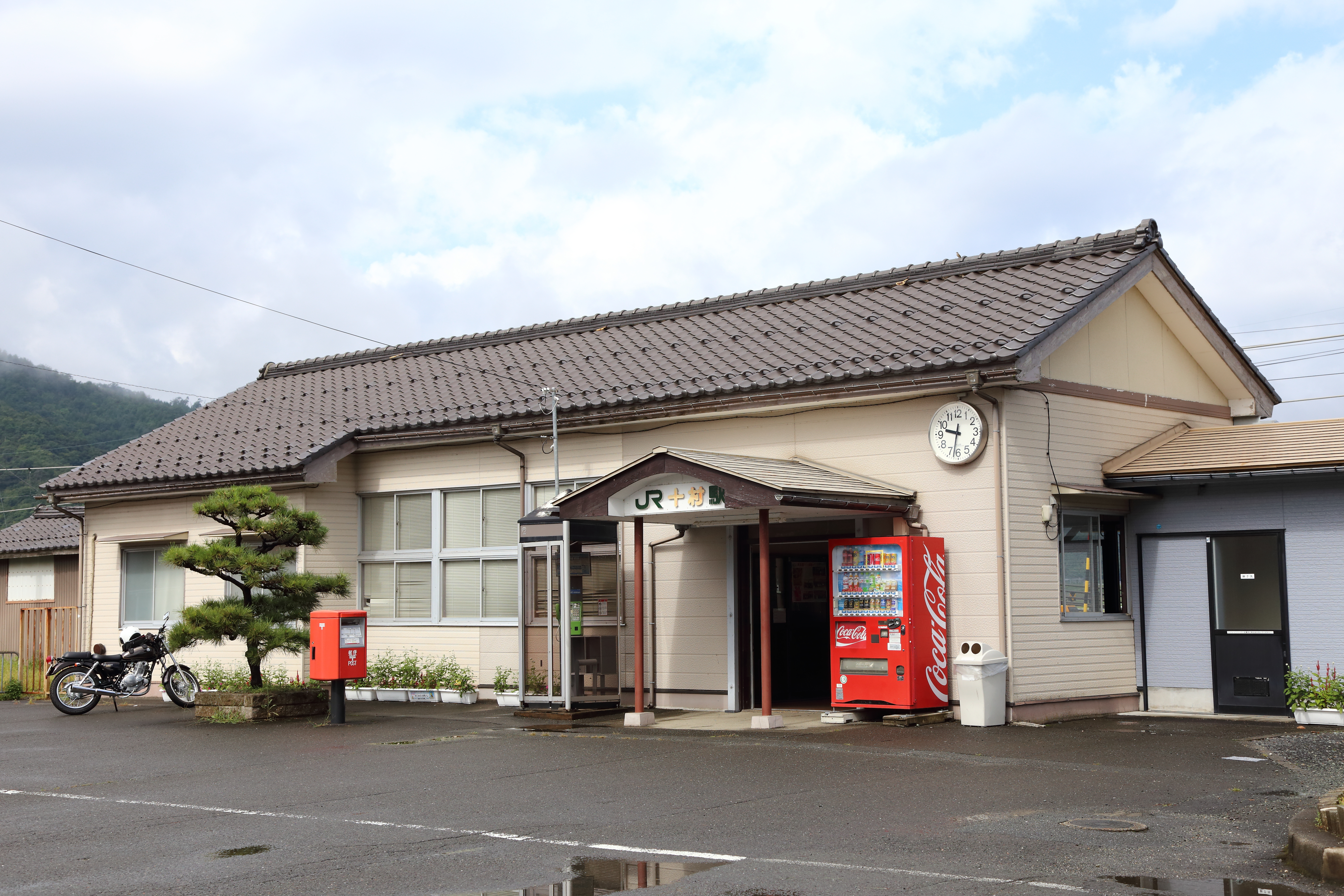
駅舎（2017年9月、リニューアル前）

- 1917年（大正6年）12月15日：官設鉄道（後に日本国有鉄道）小浜線の終着駅として設置[1]。旅客及び貨物の取扱を開始[1]。
- 1918年（大正7年）11月10日：小浜線が小浜駅まで延伸され、途中駅となる。
- 1961年（昭和36年）3月1日：貨物の取扱を廃止[1]。
- 1973年（昭和48年）3月15日：出札・改札業務を停止し旅客業務について無人化[2]。運転要員は継続配置[3]。荷物扱い廃止[4]。
- 1986年（昭和61年）
  - 近距離乗車券の発売を再開。
  - 11月1日：小浜線への特殊自動閉塞導入により、運転業務について無人化。近距離乗車券の発売は継続。
- 1987年（昭和62年）4月1日：国鉄分割民営化により、西日本旅客鉄道の駅となる[1]。
- 1991年（平成3年）4月1日：無人化。
- 2022年（令和4年）3月20日：駅舎がリニューアル[5]。

## 駅構造
島式ホーム1面2線を有する地上駅。線路はY字分岐になっており、入線の際には50km/hの制限を受ける。駅舎とホームは構内踏切で連絡している。ホームの西側には、最近使われていないと思われる留置線が1本ある。以前運転されていた快速は当駅を通過したが、2007年のダイヤ改正から2年間で設定されていた快速は、当駅にも停車していた。
駅舎はあるが無人駅（金沢支社管理）であり、かつて駅舎内に自動券売機を備えていたが、現在は撤去されている。駅舎内にトイレがある。

### のりば
| のりば | 路線    | 方向 | 行先             |
| ------ | ------- | ---- | ---------------- |
| 1      | ■小浜線 | 下り | 敦賀方面         |
| 2      | ■小浜線 | 上り | 小浜・東舞鶴方面 |

## 利用状況
JR西日本の移動等円滑化取組報告書によると、2023年（令和5年）度の1日平均乗降人員は114人である。
「福井県統計年鑑」によれば、近年の1日平均乗車人員は以下の通り。
| 年度   | 1日平均 乗車人員 |
| ------ | ---------------- |
| 1997年 | 161              |
| 1998年 | 160              |
| 1999年 | 133              |
| 2000年 | 121              |
| 2001年 | 108              |
| 2002年 | 114              |
| 2003年 | 116              |
| 2004年 | 116              |
| 2005年 | 124              |
| 2006年 | 153              |
| 2007年 | 148              |
| 2008年 | 142              |
| 2009年 | 129              |
| 2010年 | 100              |
| 2011年 | 92               |
| 2012年 | 93               |
| 2013年 | 95               |
| 2014年 | 83               |
| 2015年 | 76               |
| 2016年 | 69               |
| 2017年 | 70               |
| 2018年 | 66               |
| 2019年 | 71               |
| 2020年 | 66               |
| 2021年 | 59               |

## 駅周辺
田畑が大きく広がる。駅北側から駅西側を若狭梅街道が通り、その付近には社会福祉協議会の事業所や砦跡がある。民家は駅南側から駅東側に集約されており、国道27号へのアクセス道路として福井県道145号線が設けられている。当駅から南へ下ると福井県嶺南運転者教育センターに至るが、同センターは駅からやや離れた所にある。
- 若狭町社会福祉協議会いずみ事業所
- 井崎砦跡
- 円成寺 - 「みかえりのマツ」がある（福井県指定天然記念物[8][9]）
- 国道27号
- 福井県道145号十村停車場線
- 若狭梅街道
- はす川

## 隣の駅
西日本旅客鉄道（JR西日本）
■小浜線
藤井駅 - 十村駅 - 大鳥羽駅